# Oscar Urbina
Oscar Urbina Ortega (ur. 13 kwietnia 1947 w Arboledas) – kolumbijski duchowny katolicki, arcybiskup Villavicencio w latach 2008–2022.

## Życiorys

### Prezbiterat
Święcenia kapłańskie otrzymał 30 listopada 1973. Pracował przede wszystkim w seminarium duchownym w Bogocie, którego w latach 1986–1994 był rektorem.

### Episkopat
8 marca 1996 został mianowany biskupem pomocniczym archidiecezji Bogota ze stolicą tytularną Forconium. Sakry biskupiej udzielił mu 13 kwietnia 1996 ówczesny metropolita Bogoty - arcybiskup Pedro Rubiano Sáenz.
9 listopada 1999 został biskupem ordynariuszem diecezji Cúcuta.
30 listopada 2007 papież Benedykt XVI minował go arcybiskupem metropolitą Villavicencio. Ingres odbył się 25 stycznia 2008.
23 kwietnia 2022 papież przyjął jego rezygnację z pełnionego urzędu, złożoną ze względu na wiek.
W latach 2014-2017 był wiceprzewodniczącym kolumbijskiej Konferencji Episkopatu, zaś w latach 2017-2021 jej przewodniczym.